# 東京スポーツ杯2歳ステークス

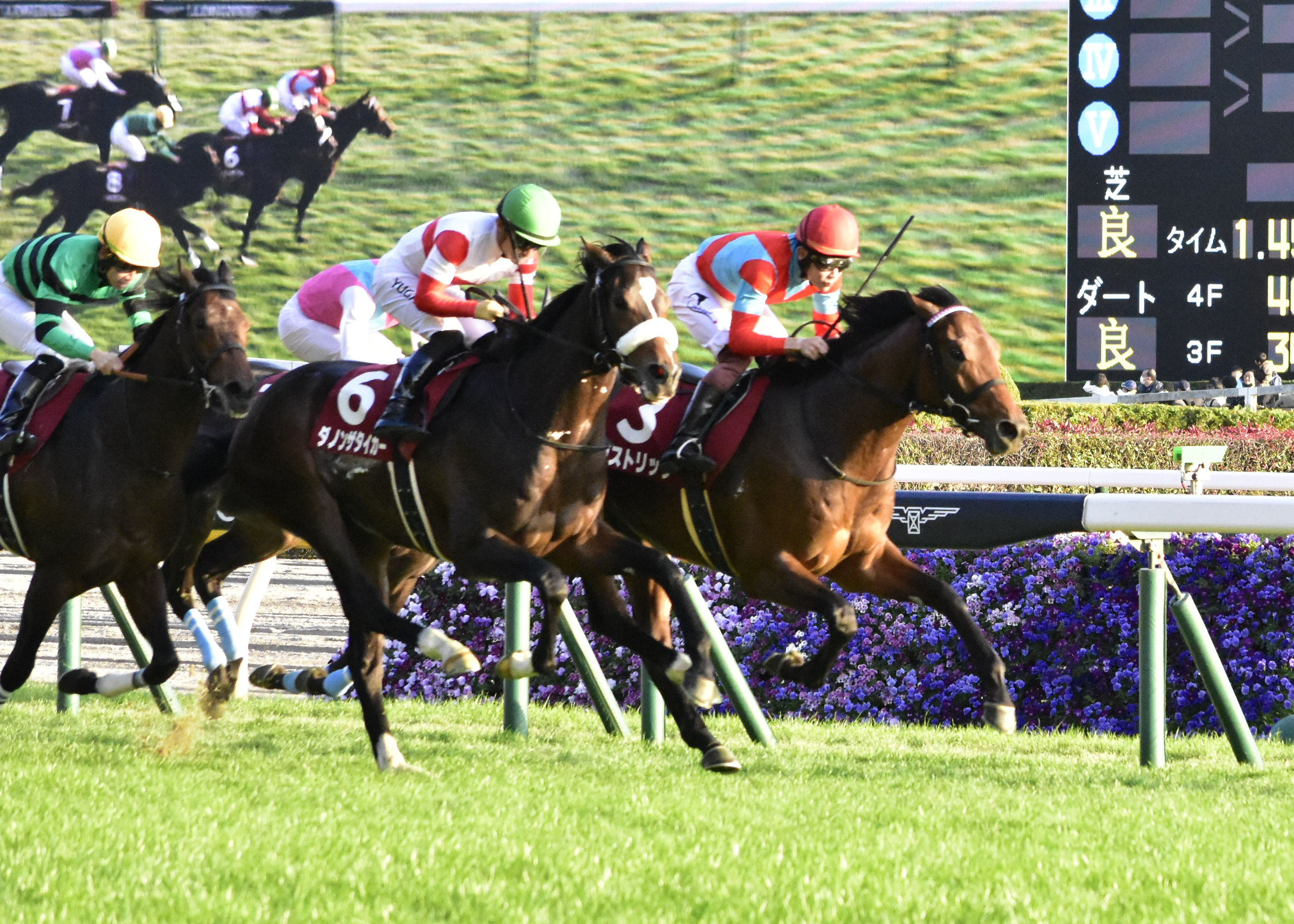
2022 東京スポーツ杯2歳ステークス

東京スポーツ杯2歳ステークス（とうきょうスポーツはいにさいステークス）は、日本中央競馬会（JRA）が東京競馬場で施行する中央競馬の重賞競走（GII）である。
寄贈賞を提供する東京スポーツ新聞社は、東京都江東区に本社を置き、北海道を除く全国で夕刊スポーツ紙を発行する毎日新聞傍系の新聞社。
正賞は東京スポーツ杯。

## 概要
1966年にオープン特別「東京3歳ステークス（とうきょうさんさいステークス）」の名称で創設された、3歳（現2歳）馬による競走。1968年より名称が「府中3歳ステークス（ふちゅうさんさいステークス）」に改められ、以来3歳オープンの特別競走として長らく施行してきたが、1996年に3歳重賞競走整備の一環として重賞（GIII）に格上げ、「朝日杯3歳ステークス（現：朝日杯フューチュリティステークス）」の前哨戦として位置づけられた。あわせて指定交流競走にも指定され、地方競馬所属馬は2頭まで出走可能となった。
1997年より名称を「東京スポーツ杯3歳ステークス（とうきょうスポーツはいさんさいステークス）」に改め、2001年から馬齢表記を国際基準へ変更したのに伴い、現名称となった。創設時の施行距離は芝1400mだったが、1984年より芝1800mに改められ、現在に至る。
格付表記は2007年に日本がパートI国へ昇格した際「JpnIII」へ変更。2010年には外国馬も出走可能な国際競走に指定され、国際格付の「GIII」に改められた。2021年1月27日に日本グレード格付け管理委員会よりGII格付け申請が承認され、「GII」に昇格した。
2017年以後、本競走の上位馬が同年のGIホープフルステークスを経て、翌年（3歳時）以降のクラシック、その他GI級競走で活躍するケースが激増。2025年までの9年間の本競走勝馬だけでホープフルステークス勝馬4頭、後のダービー馬2頭、JRA賞年度代表馬・ロンジンワールドベストレースホース各1頭を輩出し、格付けがGIIIからGIIに昇格するとともに、国際GIへの登竜門として競馬サークル全体の大きな注目を集める競走に成長した。

### 競走条件
以下の内容は、2024年現在のもの。
出走資格：サラ系2歳
- JRA所属馬
- 地方競馬所属馬（後述）
- 外国調教馬（優先出走）

負担重量：馬齢（牡馬・セン馬56kg、牝馬55kg）

2017年からホープフルステークスのステップ競走に指定されており、地方競馬所属馬はホープフルステークスの出走候補馬（3頭まで）に優先出走が認められている。また、本競走で2着以内の成績を収めた地方競馬所属馬にはホープフルステークスの優先出走権が与えられる。
なお、2016年までは朝日杯フューチュリティステークスのステップ競走に指定されており、地方競馬所属馬は朝日杯フューチュリティステークスの出走候補馬（2頭まで）に優先出走が認められていた。また、本競走で2着以内の成績を収めた地方競馬所属馬には朝日杯フューチュリティステークスの優先出走権が与えられていた。

### 賞金
2024年の1着賞金は3800万円で、以下2着1500万円、3着950万円、4着570万円、5着380万円。

## 歴史
- 1966年 - 3歳馬によるオープン特別「東京3歳ステークス」の名称で創設、東京競馬場の芝1400mで施行[5]。
- 1968年 - 名称を「府中3歳ステークス」に変更[5]。
- 1977年 - 出走申込が3頭しかなかったため、競走取りやめ[12]。
- 1995年 - 特別指定交流競走に指定され、地方競馬所属馬が出走可能になる[5]。
- 1996年 - 重賞（GIII[注 1]）に格付け[5]。
- 1997年 - 名称を「東京スポーツ杯3歳ステークス」に変更[5]。
- 2001年
  - 馬齢表示の国際基準への変更に伴い、出走条件を「2歳」に変更。
  - 名称を「東京スポーツ杯2歳ステークス」に変更[5]。
- 2002年 - 東京競馬場の改修工事により中山競馬場の芝1800mで施行。
- 2007年 - 日本のパートI国昇格に伴い、格付表記をJpnIIIに変更[5]。
- 2010年
  - 国際競走に指定され、外国調教馬が9頭まで出走可能となる[5]。
  - 格付表記をGIII（国際格付）に変更[5]。
- 2021年 - GIIに昇格[6][13]。

### 歴代優勝馬
優勝馬の馬齢は、2000年以前も現行表記に揃えている。
コース種別を表記していない距離は、芝コースを表す。
競走名は第1回が「府中3歳ステークス」、第2回から第5回が「東京スポーツ杯3歳ステークス」。
| 回数   | 施行日         | 競馬場 | 距離  | 優勝馬             | 性齢 | タイム | 優勝騎手   | 管理調教師 | 馬主                           |
| ------ | -------------- | ------ | ----- | ------------------ | ---- | ------ | ---------- | ---------- | ------------------------------ |
| 第1回  | 1996年11月17日 | 東京   | 1800m | ゴッドスピード     | 牡2  | 1:49.7 | 石橋守     | 瀬戸口勉   | 近藤俊典                       |
| 第2回  | 1997年11月15日 | 東京   | 1800m | キングヘイロー     | 牡2  | 1:48.0 | 福永祐一   | 坂口正大   | 浅川吉男                       |
| 第3回  | 1998年11月21日 | 東京   | 1800m | アドマイヤコジーン | 牡2  | 1:49.5 | 南井克巳   | 橋田満     | 近藤利一                       |
| 第4回  | 1999年11月20日 | 東京   | 1800m | ジョウテンブレーヴ | 牡2  | 1:48.6 | 蛯名正義   | 相沢郁     | 田邉久男                       |
| 第5回  | 2000年11月18日 | 東京   | 1800m | タガノテイオー     | 牡2  | 1:48.5 | 藤田伸二   | 松田博資   | 八木良司                       |
| 第6回  | 2001年11月17日 | 東京   | 1800m | アドマイヤマックス | 牡2  | 1:48.2 | 福永祐一   | 橋田満     | 近藤利一                       |
| 第7回  | 2002年11月16日 | 中山   | 1800m | ブルーイレヴン     | 牡2  | 1:50.2 | 武豊       | 角居勝彦   | 金子真人                       |
| 第8回  | 2003年11月22日 | 東京   | 1800m | アドマイヤビッグ   | 牡2  | 1:48.9 | 武豊       | 橋田満     | 近藤利一                       |
| 第9回  | 2004年11月20日 | 東京   | 1800m | スムースバリトン   | 牡2  | 1:48.2 | 蛯名正義   | 国枝栄     | 金子真人                       |
| 第10回 | 2005年11月19日 | 東京   | 1800m | フサイチリシャール | 牡2  | 1:46.9 | 福永祐一   | 松田国英   | 関口房朗                       |
| 第11回 | 2006年11月18日 | 東京   | 1800m | フサイチホウオー   | 牡2  | 1:48.7 | 安藤勝己   | 松田国英   | 関口房朗                       |
| 第12回 | 2007年11月17日 | 東京   | 1800m | フサイチアソート   | 牡2  | 1:47.4 | 横山典弘   | 岩戸孝樹   | 関口房朗                       |
| 第13回 | 2008年11月22日 | 東京   | 1800m | ナカヤマフェスタ   | 牡2  | 1:47.7 | 蛯名正義   | 二ノ宮敬宇 | 和泉信子                       |
| 第14回 | 2009年11月21日 | 東京   | 1800m | ローズキングダム   | 牡2  | 1:48.2 | 小牧太     | 橋口弘次郎 | （有）サンデーレーシング       |
| 第15回 | 2010年11月20日 | 東京   | 1800m | サダムパテック     | 牡2  | 1:47.3 | C.スミヨン | 西園正都   | 大西定                         |
| 第16回 | 2011年11月19日 | 東京   | 1800m | ディープブリランテ | 牡2  | 1:52.7 | 岩田康誠   | 矢作芳人   | （有）サンデーレーシング       |
| 第17回 | 2012年11月17日 | 東京   | 1800m | コディーノ         | 牡2  | 1:46.0 | 横山典弘   | 藤沢和雄   | （有）サンデーレーシング       |
| 第18回 | 2013年11月16日 | 東京   | 1800m | イスラボニータ     | 牡2  | 1:45.9 | 蛯名正義   | 栗田博憲   | （有）社台レースホース         |
| 第19回 | 2014年11月24日 | 東京   | 1800m | サトノクラウン     | 牡2  | 1:47.9 | R.ムーア   | 堀宣行     | 里見治                         |
| 第20回 | 2015年11月23日 | 東京   | 1800m | スマートオーディン | 牡2  | 1:49.5 | 武豊       | 松田国英   | 大川徹                         |
| 第21回 | 2016年11月19日 | 東京   | 1800m | ブレスジャーニー   | 牡2  | 1:48.3 | 柴田善臣   | 本間忍     | 島川隆哉                       |
| 第22回 | 2017年11月18日 | 東京   | 1800m | ワグネリアン       | 牡2  | 1:46.6 | 福永祐一   | 友道康夫   | 金子真人ホールディングス（株） |
| 第23回 | 2018年11月17日 | 東京   | 1800m | ニシノデイジー     | 牡2  | 1:46.6 | 勝浦正樹   | 高木登     | 西山茂行                       |
| 第24回 | 2019年11月16日 | 東京   | 1800m | コントレイル       | 牡2  | 1:44.5 | R.ムーア   | 矢作芳人   | 前田晋二                       |
| 第25回 | 2020年11月23日 | 東京   | 1800m | ダノンザキッド     | 牡2  | 1:47.5 | 川田将雅   | 安田隆行   | （株）ダノックス               |
| 第26回 | 2021年11月20日 | 東京   | 1800m | イクイノックス     | 牡2  | 1:46.2 | C.ルメール | 木村哲也   | （有）シルクレーシング         |
| 第27回 | 2022年11月19日 | 東京   | 1800m | ガストリック       | 牡2  | 1:45.8 | 三浦皇成   | 上原博之   | 前田幸治                       |
| 第28回 | 2023年11月18日 | 東京   | 1800m | シュトラウス       | 牡2  | 1:46.5 | J.モレイラ | 武井亮     | （有）キャロットファーム       |
| 第29回 | 2024年11月16日 | 東京   | 1800m | クロワデュノール   | 牡2  | 1:46.8 | 北村友一   | 斉藤崇史   | （有）サンデーレーシング       |

28頭の優勝馬のうち、平地GI優勝馬15頭、障害GI優勝馬2頭を輩出している。(詳細・出典は各優勝馬記事を参照のこと)

### 1995年までの優勝馬
| 施行日         | 競馬場       | 距離         | 条件         | 優勝馬             | 性齢         | タイム       | 優勝騎手     | 管理調教師   | 馬主                 |              |
| -------------- | ------------ | ------------ | ------------ | ------------------ | ------------ | ------------ | ------------ | ------------ | -------------------- | ------------ |
| 1966年11月3日  | 東京         | 1400m        | オープン     | ヤマニンカップ     | 牡2          | 1:27.3       | 藤本勝彦     | 藤本冨良     | 土井宏二             |              |
| 1968年11月23日 | 東京         | 1400m        | オープン     | スズサヤカ         | 牡2          | 1:25.5       | 増沢末夫     | 森末之助     | 小紫芳夫             |              |
| 1969年11月23日 | 東京         | 1400m        | オープン     | スイノオーザ       | 牡2          | 1:28.5       | 大久保哲男   | 久保田金造   | 桑島すい             |              |
| 1970年11月23日 | 東京         | 1600m        | オープン     | ヤシマライデン     | 牡2          | 1:38.4       | 伊藤正徳     | 尾形藤吉     | 小林庄平             |              |
| 1971年11月21日 | 東京         | 1600m        | オープン     | スズボクサー       | 牡2          | 1:38.0       | 小林常泰     | 森末之助     | 小紫芳夫             |              |
| 1972年11月26日 | 東京         | 1600m        | オープン     | ナスノチグサ       | 牝2          | 1:37.4       | 中島啓之     | 稲葉幸夫     | 那須野牧場           |              |
| 1973年11月25日 | 東京         | 1600m        | オープン     | カネミクニ         | 牡2          | 1:37.3       | 加賀武見     | 阿部正太郎   | 金指吉昭             |              |
| 1974年11月23日 | 東京         | 1600m        | オープン     | シャトードシンボリ | 牡2          | 1:38.7       | 池上昌弘     | 保田隆芳     | 和田共弘             |              |
| 1975年11月22日 | 東京         | 1600m        | オープン     | スピリットスワプス | 牡2          | 1:41.0       | 中野栄治     | 荒木静雄     | ローヤル(株)         |              |
| 1976年11月21日 | 東京         | 1600m        | オープン     | マルゼンスキー     | 牡2          | 1:37.9       | 中野渡清一   | 本郷重彦     | 橋本善吉             |              |
| 1977年11月19日 | 競走取りやめ | 競走取りやめ | 競走取りやめ | 競走取りやめ       | 競走取りやめ | 競走取りやめ | 競走取りやめ | 競走取りやめ | 競走取りやめ         | 競走取りやめ |
| 1978年11月19日 | 東京         | 1600m        | オープン     | シーバードパーク   | 牝2          | 1:38.1       | 小迫次男     | 本郷重彦     | ホースマンクラブ     |              |
| 1979年11月18日 | 東京         | 1600m        | オープン     | リキウエーブ       | 牝2          | 1:40.3       | 嶋田功       | 山岡寿恵次   | 鬼嶋力也             |              |
| 1980年11月16日 | 東京         | 1600m        | オープン     | ヘーゼルブロンド   | 牝2          | 1:36.7       | 横山富雄     | 森安弘昭     | カネツ競走馬(株)     |              |
| 1981年10月17日 | 東京         | 1400m        | オープン     | トウショウペガサス | 牡2          | 1:23.1       | 中島啓之     | 奥平真治     | トウショウ産業(株)   |              |
| 1982年10月23日 | 東京         | 1400m        | オープン     | デアリングパワー   | 牡2          | 1:24.8       | 加藤和宏     | 二本柳俊夫   | 山形尚枝             |              |
| 1983年10月22日 | 東京         | 1400m        | オープン     | コンラートシンボリ | 牡2          | 1:26.3       | 岡部幸雄     | 田中和夫     | 和田共弘             |              |
| 1984年11月18日 | 東京         | 1800m        | オープン     | シリウスシンボリ   | 牡2          | 1:50.1       | 加藤和宏     | 二本柳俊夫   | 和田共弘             |              |
| 1985年11月17日 | 東京         | 1800m        | オープン     | スイートナディア   | 牝2          | 1:50.7       | 柴田政人     | 野平祐二     | 和田共弘             |              |
| 1986年11月16日 | 東京         | 1800m        | オープン     | サクラロータリー   | 牡2          | 1:49.7       | 小島太       | 境征勝       | さくらコマース       |              |
| 1987年11月28日 | 東京         | 1800m        | オープン     | コクサイトリプル   | 牡2          | 1:49.5       | 柴田政人     | 稗田敏男     | 芦部博子             |              |
| 1988年11月26日 | 東京         | 1800m        | オープン     | サクラホクトオー   | 牡2          | 1:48.6       | 小島太       | 境勝太郎     | さくらコマース       |              |
| 1989年11月25日 | 東京         | 1800m        | オープン     | アサヒパシィオン   | 牝2          | 1:48.6       | 中舘英二     | 石毛善衛     | 寺内倉蔵             |              |
| 1990年11月18日 | 東京         | 1800m        | オープン     | サクラヤマトオー   | 牡2          | 1:51.2       | 小島太       | 境勝太郎     | さくらコマース       |              |
| 1991年11月17日 | 東京         | 1800m        | オープン     | マチカネタンホイザ | 牡2          | 1:49.5       | 岡部幸雄     | 伊藤雄二     | 細川益男             |              |
| 1992年11月22日 | 東京         | 1800m        | オープン     | シュアリーウィン   | 牡2          | 1:49.1       | 小島貞博     | 戸山為夫     | 森岡一郎             |              |
| 1993年11月21日 | 東京         | 1800m        | オープン     | アイネスサウザー   | 牡2          | 1:51.2       | 横山典弘     | 本郷一彦     | 小林正明             |              |
| 1994年11月20日 | 東京         | 1800m        | オープン     | ホッカイルソー     | 牡2          | 1:49.6       | 蛯名正義     | 田中清隆     | 北海牧場             |              |
| 1995年11月19日 | 東京         | 1800m        | オープン     | バブルガムフェロー | 牡2          | 1:50.0       | 岡部幸雄     | 藤沢和雄     | (有)社台レースホース |              |

## 東京スポーツが協賛するその他の寄贈賞
- 中京スポーツ杯（中京競馬場　年度により2勝クラス=1000万以下か、3勝クラス=1600万以下で施行）
- 大阪スポーツ杯（阪神競馬場　年度により3勝クラス=1600万以下か、オープンで施行[15]）
- 九州スポーツ（新聞）杯（小倉競馬場　年度により2勝クラス=1000万以下か、3勝クラス=1600万以下で施行[16]）